# 장민호 (2002년)
장민호(2002년~)는 대한민국의 야구 선수이다. 대학 진학으로 입단을 포기하였다.